# Bulbophyllum geraense
Bulbophyllum geraense är en orkidéart som beskrevs av Heinrich Gustav Reichenbach. Bulbophyllum geraense ingår i släktet Bulbophyllum och familjen orkidéer. Inga underarter finns listade i Catalogue of Life.